# Albert J. Libchaber
Albert J. Libchaber (París, 23 de octubre de 1934) es un Profesor W. Detlev Bronk de la Universidad Rockefeller. Él ganó el Premio Wolf en Física en 1986.

## Educación
Albert J. Libchaber se graduó con una licenciatura en matemáticas por la Universidad de París en 1956 y un ingeniero de telecomunicaciones de la École Nationale Supérieure des Telecommunications en 1958. Obtuvo un maestro de la ciencia licenciatura en física por la Universidad de Illinois en 1959 y su doctorado de la Escuela Normal Superior de París en 1965.

## Carrera Académica
Libchaber fue un profesor de la Universidad de Chicago desde 1983 hasta 1991. Dejó de Chicago y se convirtió en un profesor de física en la Universidad de Princeton en 1991. En el mismo año, el Instituto de Investigación NEC de Princeton en lo nombró un miembro y, en 1993, se convirtió en el Distinguido Profesor James S. McDonnell de la Universidad de Princeton. Se incorporó a la facultad en la Universidad Rockefeller en 1994.

## Investigación
Profesor Libchaber ha hecho una importante contribución experimental en física de la materia condensada. Él hizo la primera observación experimental de la cascada de bifurcación que conduce al caos y turbulencia convectiva en los sistemas Rayleigh-Benard.
El uso de microbolómetros (escala 1 ч) grabado en la celda convectiva pudo observar las fluctuaciones de temperatura sin perturbar el medio ambiente. De esa manera, él observó claramente la bifurcaciones que conducen al caos: la duplicación período, posiblemente acompañada de bloqueo de varias frecuencias inconmensurables. Las predicciones teóricas de Mitchell Feigenbaum por lo tanto, se confirma totalmente. Su primer trabajo fue realizado en 4He; más tarde utilizó mercurio, en el que se aplica un campo magnético proporciona un grado de libertad. El experimento es tan perfecto que puede medir cuantitativamente el exponente crítico de Feigenbaum que caracterizan a la cascada para el caos.
Fue galardonado con el Premio Wolf de Física en 1986 junto con Mitchell J. Feigenbaum "por su brillante demostración experimental de la transición a la turbulencia y el caos en sistemas dinámicos".